# The Feeling
The Feeling est un groupe de pop rock britannique, originaire de Horsham, en Angleterre.
La bande de copains influencés entre autres par Queen, Supertramp, ABBA ou encore les Beatles sort en 2006 son premier album, Twelve Stops and Home, qui contient 12 titres tous très différents. La chanson Fill My Little World est utilisée pour la publicité de CanalSat 2009 et Rosé, issue du même album, sert de bande son pour la publicité Burberry Body de Burberry à l'automne 2011.

## Biographie

### Formation et débuts (1995–2005)
La majeure partie du groupe est issue de Horsham (Sussex de l'Ouest), à l'exception du chanteur Dan Gillespie Sells, qui vient de Londres, et du bassiste Richard Jones, qui est de Forest Row, dans le Sussex de l'Est. Les Jeremiahs et Stewart se sont rencontrés à la St Wilfrid's Catholic School, Crawley, Sussex de l'Ouest. Sells et Jones se sont rencontrés à la BRIT School de Croydon en 1995. Ils étaient membres d'un de leurs groupes au lycée.
Les membres travaillaient comme membres de session pendant plusieurs années avant de se réunir pour former un groupe. The Feeling reprend ses origines depuis un groupe appelé Superfly, dans lequel Paul Stewart et Ciaran et Kevin Jeremiah jouaient, et qui servait de groupe à l'émission de Richard Blackwood. Ils jouent un bon nombre de fois à La Tania dans les Alpes avant de faire des reprises (comme celles de Video Killed the Radio Star des Buggles et Raining Blood de Slayer). Une fois la formation de The Feeling complétée, ils continuent à jouer sous le nom de Superfly,. Un podcast pour The Times révèle que durant leurs séjours à La Tania, ils clamaient qu'ils pouvaient jouer une cinquantaine de morceaux, alors qu'ils n'en connaissaient que six.

### Twelve Stops and Home(2006–2007)

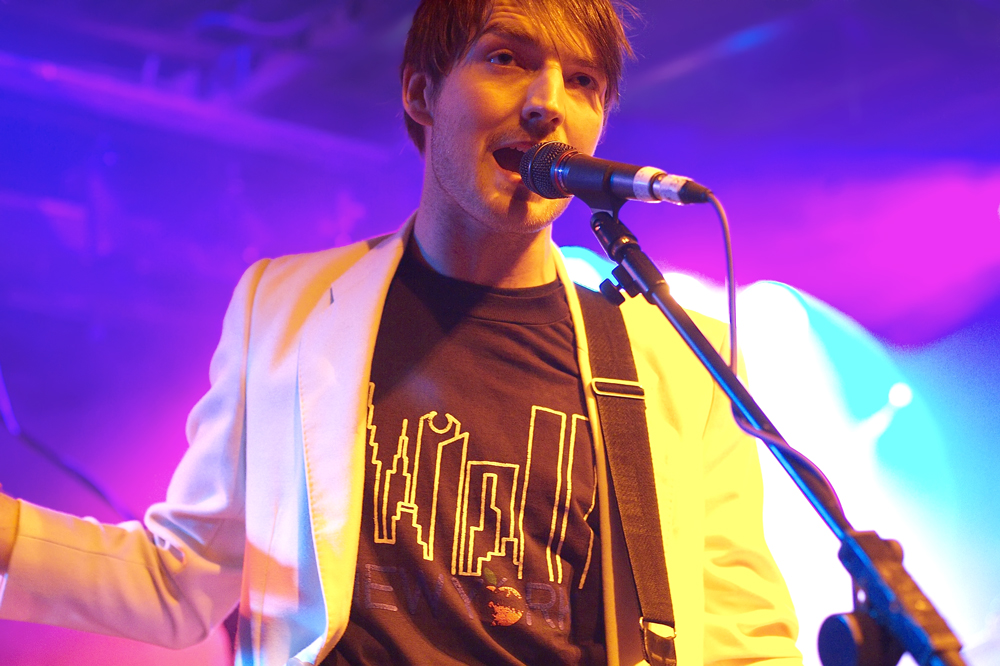
The Feeling au Marquee Club, à Leicester Square de Londres, en février 2005.

D'après l'A&R d'Island Records, Louis Bloom, le groupe n'attirait pas les représentants de l'industrie musicale. Cependant, après une performance désastreuse, leur agent artistique Adrian Jolly téléphonera à Bloom et le persuadera d'ignorer cette performance, et d'écouter plutôt leurs démos. Les démos - qui feront finalement la liste de leur premier album - réussissent à convaincre l'A&R d'Island de les signer.
Le 5 juin 2006, The Feeling publient leur premier album, Twelve Stops and Home, qui atteint la deuxième place de l'UK Albums Chart. Pour célébrer cette sortie, leur label fait appel à 120 journalistes britanniques à l'Eurostar de Paris pour assister le groupe dans un restaurant.
Le premier single, Sewn atteint la 7e place de l'UK Chart en mars 2006, suivi par le signe à succès Fill My Little World en mai 2006. Il passe quatre semaines consécutives à la 16e place et surpasse le premier single du groupe en matière de ventes. Never Be Lonely est publié en août 2006 et devient leur troisième succès classé #9, pendant deux semaines.
En 2006, The Feeling tourne aux États-Unis, en jouant en première partie pour The Fray ce qui renforcera leur popularité outre Atlantique. Ils sortent leur EP Four Stops and Home. Il comprend deux morceaux Sewn et Helicopter et deux futures faces B When I Return et All You Need to Do. En novembre 2006, quelques jours avant de retourner aux US, le groupe effectue sa première tournée britannique et irlandaise, jouant à Birmingham, Londres, Cambridge, Brighton, Oxford, Southampton, Cardiff, Bristol, Manchester, Nottingham, Liverpool, Newcastle, Hull, Glasgow, Leeds, Belfast et Dublin. À cette période, le groupe maintient un blog sur le site web de The Sun.

### Join With Us(2007–2008)
Leur deuxième album, intitulé Join With Us est publié le 18 février 2008, et son premier single, I Thought It Was Over incarne la 12e place des UK Charts le 10 février 2008 rien qu'avec les téléchargements payants. L'album atteint la pole position des classements britanniques.
La majeure partie de l'album est enregistré à la Bradley House - une localité propriété de Maiden Bradley près de Warminster, Wiltshire (chez Duke of Somerset) et le mixage audio est effectué à Los Angeles.
Le groupe joue aux V Festivals de Chelmsford et Staffordshire en août 2008. Le 7 mars 2008, ils embarquent pour une brève tournée britannique, à commencer par la Birmingham Academy et à finir par Londres. Le 1er avril 2008, le groupe jouera avec Bon Jovi à quatre de ses dates britanniques issues de sa tournée Bon Jovi's Lost Highway World Tour. Le 27 juin 2008, le groupe fait sa première apparition au Glastonbury Festival.

### Together We Were Made(2009–2011)
Leur troisième album studio est publié le 20 juin 2011. Le groupe joue une série de concerts privés au Monto Water Rats Theatre les 4 et 5 mai 2010. La chanteuse, et épouse du bassiste Richard Jones, Sophie Ellis-Bextor, effectue un duo avec le groupe sur le morceau Leave Me Out of It de l'album. Pendant deux brefs concerts au Water Rats de Londres, The Feeling joue dix nouveaux morceaux. Set My World on Fire, Leave Me Out, Build a Home (à l'origine appelé Penny's Dropped), Love and Care, Another Soldier, Say No, Seven Years, Searched Every Corner, Bullshit Rules the World et Undeniable. Set My World on Fire est confirmé comme nouveau single le 6 février 2011 annoncé sur iTunes en mars. La chanson est repoussée à mai. Ils jouent Set My World on Fire à l'émission Paul O'Grady Live sur ITV1 le 6 mai 2011.

### Boy Cried Wolf(2012-2013)
En 2012, le groupe joue plusieurs morceaux et reprises au Gonville and Caius May Ball. Ils annoncent en tournée britannique en avril 2013 pour leur quatrième album Boy Cried Wolf, qui sera finalement repoussée à octobre 2013.

### Dernières activités (depuis 2014)
Le 28 septembre 2015, le groupe publie un clip du single Wicked Heart et annoncent un cinquième album studio homonyme en 2016. Ils font une pause en 2017 et annoncent une reprises au Carfest en 2018.

## Style musical et influences
The Feeling cite s'inspirer d'Elton John, Supertramp, the Beatles, Fleetwood Mac, Metallica, et 10cc. Leur style musical pop/rock orienté piano et guitare est décrit comme power pop, soft rock, rock mélodique, pop rock et pop progressive,.

## Membres
- Dan Gillespie Sells - chant, guitare
- Richard Jones - basse
- Kevin Jeremiah - guitare
- Ciaran Jeremiah - claviers
- Paul Stewart - batterie